# Erich Könen
Erich Heinrich Könen (* 16. Januar 1955 in Wittlich) ist ein Brigadegeneral außer Dienst des Heeres der Bundeswehr.

## Militärische Laufbahn

### Ausbildung und erste Verwendungen
Könen trat nach dem Abitur 1974 in die Bundeswehr ein und absolvierte seine Ausbildung zum Offizier der Instandsetzungstruppe in Bexbach und Aachen. 1975 begann er ein Studium des Maschinenbaus an der Universität der Bundeswehr Hamburg und hatte danach mehrere Verwendungen in seiner Truppengattung, unter anderem in Koblenz.

### Generalstabsausbildung und Dienst als Stabsoffizier
Könen durchlief von 1987 bis 1989 den 30. Generalstabslehrgang an der Führungsakademie der Bundeswehr in Hamburg und war im Anschluss als G3 Fachgruppe Führungslehre Heer dort eingesetzt. Es folgte 1993 bis 1995 eine weitere G3-Verwendung im Bundeswehrkommando USA und Kanada in Reston, Virginia. Zurück in Deutschland wurde Könen 1995 Kommandeur des Instandsetzungsbataillon 110 in Coesfeld. Zwei Jahre später wechselte er als Referent in den Führungsstab des Heeres (Fü H) II 4 im Bundesministerium der Verteidigung nach Bonn, bevor er 2001 seine erste Tätigkeit im Heeresamt als Leiter der Studiengruppen des Heeres im Heeresamt in Köln antrat. 2003 erfolgte ein weiterer Auslandsaufenthalt, diesmal an der Harvard University in den USA. Nach seiner Verwendung als Stellvertreter des Generals Heeresrüstung kehrte Könen 2004 in das BMVg zurück und wurde Referatsleiter im Führungsstab der Streitkräfte (Fü S) IV 4 (Bundeswehrplan).

### Generalsverwendungen
Könen war vom 1. Oktober 2008 bis 2012 Abteilungsleiter V im Heeresamt, Außenstelle Bad Neuenahr-Ahrweiler und von 2012 bis 2017 Leiter der Abteilung „Kampf“ im Bundesamt für Ausrüstung, Informationstechnik und Nutzung der Bundeswehr in Koblenz. Anschließend wurde er in den Ruhestand versetzt.

## Orden und Auszeichnungen
Könen ist Träger des Ehrenkreuz der Bundeswehr in Gold sowie der Meritorious Service Medal.

## Privates
Könen stammt aus Großlittgen, ist römisch-katholisch und verheiratet.